# Claude Bouix
Pour les articles homonymes, voir Bouix.
Claude Bouix (née le 5 août 1946 au Tronchet) est une athlète française, spécialiste du sprint et du saut en longueur.

## Biographie
Le 21 juillet 1963, à La Haye, elle établit un nouveau record de France du saut en longueur avec 6,26 m. Ce record sera battu en août 1968 par Odette Ducas.
Elle remporte deux titres de championne de France : un sur 100 mètres en 1963 et un au saut en longueur en 1964.